# Mady Delvaux-Stehres
Mady Delvaux-Stehres, née le 11 octobre 1950 à Luxembourg-Ville (Luxembourg), est une femme politique luxembourgeoise, membre du Parti ouvrier socialiste luxembourgeois (LSAP).

## Biographie
D'abord professeur de lettres classiques (issue de la Sorbonne), elle est secrétaire d'État à la Santé, à la Sécurité sociale, à la Jeunesse et aux Sports dans les gouvernements de Santer-Poos du 14 juillet 1989 au 26 janvier 1995, puis ministre des Transports et des Communications dans les gouvernements de Juncker-Poos du 13 juillet 1994 au 7 août 1999.
De 1999 à 2004, elle est députée au Parlement luxembourgeois et en tant que telle membre de l’Assemblée parlementaire du Conseil de l'Europe. Elle a été avec Luc Van den Brande, Belgique, groupe du Parti populaire européen, corapporteure du rapport sur le respect des obligations et engagements de la Turquie en mars 2004.
En 2004, elle redevient ministre dans le premier gouvernement Juncker-Asselborn du 31 juillet 2004 au 23 juillet 2009 chargée de l’Éducation nationale, puis en 2009 dans le second gouvernement Juncker- Asselborn, elle est reconduite au même poste jusqu’en décembre 2013.
Mady Delvaux-Stehres est tête de liste du LSAP pour les élections européennes du 25 mai 2014, lors desquelles elle est élue au Parlement européen, où elle siège dès lors au sein de l'Alliance progressiste des socialistes et démocrates.
En 2016, elle publie un rapport visant à la taxation des robots dans les entreprises. Benoît Hamon, candidat à la primaire socialiste pour les élections présidentielles françaises de 2017, s'en inspire pour son programme.
Elle est mère de trois enfants.